# Italo Astolfi
Italo Astolfi (Zibido San Giacomo, Província de Milà, 31 de desembre de 1917 - Croglio, Suïssa, 7 d'abril de 2004) va ser un ciclista italià que fou professional entre 1940 i 1954. Es va especialitzar en el ciclisme en pista, on va guanyar una medalla de plata al Campionat del món de Velocitat amateur de 1939, per darrere del neerlandès Jan Derksen.

## Palmarès
- 1941
  -  Campió d'Itàlia en Velocitat
- 1942
  -  Campió d'Itàlia en Velocitat
- 1946
  -  Campió d'Itàlia en Velocitat
- 1947
  -  Campió d'Itàlia en Velocitat
- 1948
  -  Campió d'Itàlia en Velocitat
- 1949
  -  Campió d'Itàlia en Velocitat
- 1950
  -  Campió d'Itàlia en Velocitat